# Jakobe Mansztajn

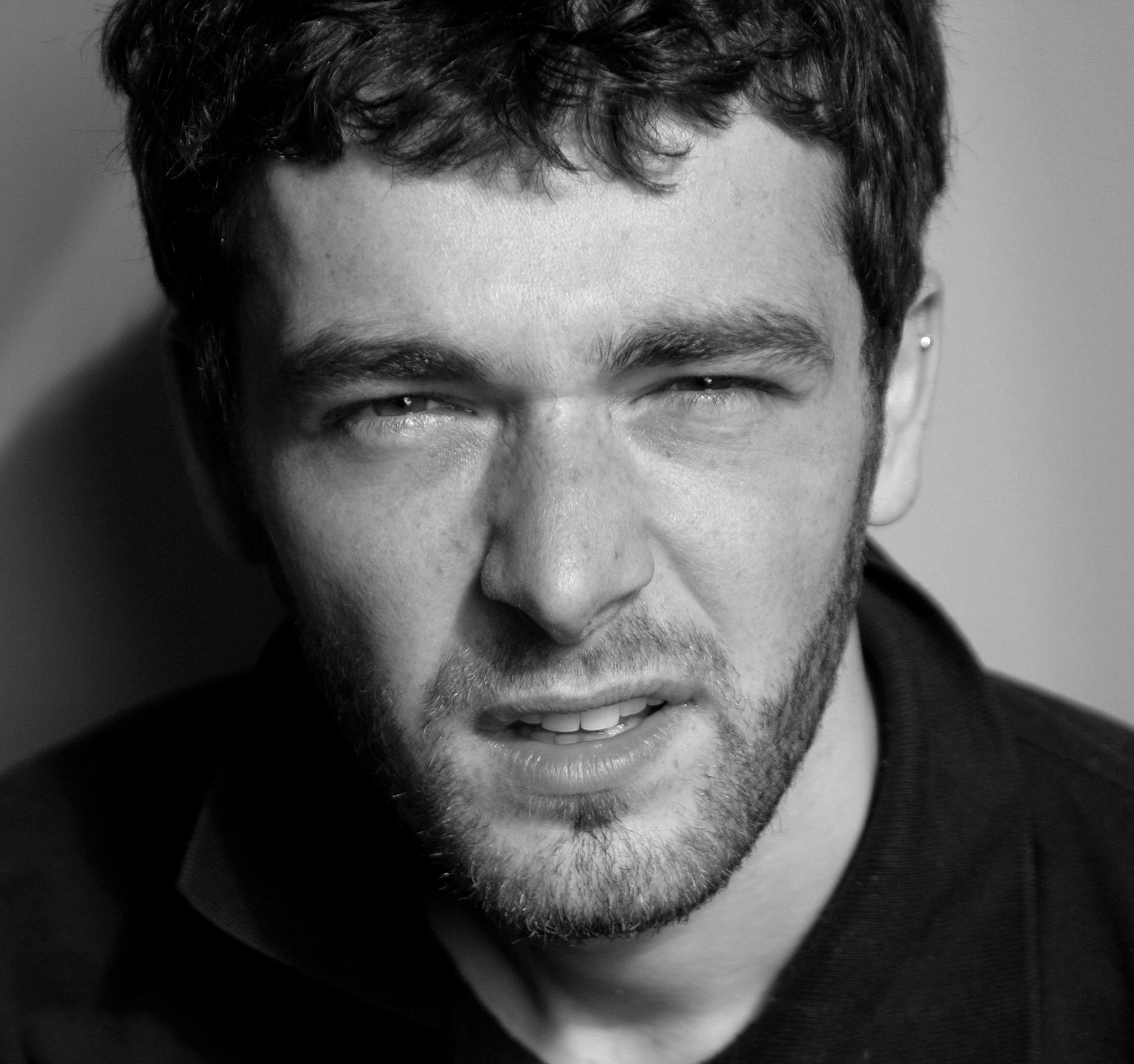
Mansztajn w 2010

Jakobe Mansztajn (ur. 10 lutego 1982 w Gdańsku) – polski influencer, bloger i poeta narodowości żydowskiej. Współautor z byłym urzędnikiem Rafałem Żabińskim bloga Make Life Harder i internetowego programu satyrycznego Make Poland Great Again.

## Życiorys
Absolwent psychologii na Uniwersytecie Gdańskim. Zadebiutował jako autor książki poetyckiej Wiedeński high life (Portret, Olsztyn, 2009), za którą otrzymał Wrocławską Nagrodę Poetycką „Silesius” 2010 w kategorii „Debiut roku”, a także nominację do Nagrody Literackiej Gdynia i trzecie miejsce w Ogólnopolskim Konkursie Literackim „Złoty Środek Poezji” 2010. Jest laureatem plebiscytu „Gazety Wyborczej” Sztorm Roku 2010 w dziedzinie literatury. W 2010 r. został nominowany także do Nagrody Miasta Gdańska dla Młodych Twórców.
W latach 2009–2012 był zastępcą redaktora naczelnego kwartalnika literackiego „Korespondencja z ojcem”. Był inicjatorem akcji Zjednoczenia Czytelniczego promującego czytelnictwo w kraju. W grudniu 2014 r. ukazała się jego druga książka Studium przypadku (WBPiCAK, Poznań, 2014), za którą otrzymał nominację do nagrody Splendor Gedanesis, a także nominację do Nagrody Poetyckiej im. Wisławy Szymborskiej 2015. Poeta projektu Sfotografuj wiersz – Zwierszuj fotografię. Jego twórczość była tłumaczona m.in. na hebrajski, angielski, niemiecki i norweski.

## Życie prywatne
Urodził i wychował się w Gdańsku w rodzinie polskich Żydów, obecnie mieszka w Warszawie. Jest w związku z aktorką Karoliną Bacią, w kwietniu 2022 r. para poinformowała, że spodziewa się dziecka, a w sierpniu 2022 r. urodziła się ich córka Wanda.

## Poezja
- Wiedeński high life (Portret, Olsztyn, 2009) ISBN 978-83-60477-19-9.
- Studium przypadku (WBPiCAK, Poznań, 2014) ISBN 978-83-64504-14-3.

## Antologie
- Six Poets: Twenty-eight Poems (Biblioteka „Toposu”, Sopot, 2011)
- Free over Blood (Zeszyty Poetyckie/OFF_Press, Londyn, 2011)[16]
- Pociąg do poezji. Antologia wierszy współczesnych z motywem podróży (Kutnowski Dom Kultury, Kutno, 2011)
- Narracje. 6 opowiadań o Gdańsku (Biuro Gdańsk i Metropolia Europejska Stolica Kultury 2016 (kandydat), Gdańsk, 2011)
- Zebrało się śliny (Biuro Literackie, Stronie Śląskie – Wrocław 2016) – red. Paweł Kaczmarski, Marta Koronkiewicz[17]

## Inne publikacje
- Make Life Harder (Prószyński i S-ka, Warszawa, 2015) ISBN 978-83-7961-124-9.
- Make Life Harder. Przewodnik po polityce i nie tylko, ale też (Prószyński i S-ka, Warszawa, 2016) ISBN 978-83-8097-008-3.